# Щутек
Щутек — польське періодичне видання, яке виходило у Львові за часів Другої Польської Республіки. 

## історія
Перший номер «Щутека» з підзаголовком «сатирично-політичний журнал» з'явився 1 березня 1918 року у Львові у видавництві  Г. Альтенберга (готель Джорджа). У ньому зазначалася періодичність виходу видання — першого і п'ятнадцятого числа кожного місяця. З самого початку журнал друкувався у львівській друкарні В. А. Шийковського, він мав вісім сторінок, а відповідальним редактором був Альфред Альтенберг. Із 19 випуску 1 грудня 1918 року журнал виходив щотижня в неділю з підзаголовком «сатирично-політичний тижневик». У той час видання друкувала львівська друкарня М. Шмітта і Скі, відповідальним редактором був Альфред Альтенберг, а літературним керівником був Станіслав Василевський.  Наприкінці 1922 року головним редактором і літературно-художнім керівником був Генрик Збєжховський, відповідальним редактором — Людвік Гамуда, а редакція та керівництво журналу знаходилися за адресою вул. Зиморовича (нині вул. Дудаєва), 5, а друк здійснювала «Праса», що по вул. Соколя, 4 (нинішня вул. Ковжуна). 
Вийшла перша польська серія коміксів з історії журналу «Пригоди навіженого Ґжеся»  . 
Авторами, що публікувалися в «Щутеку», були літератори Едмунд Бідер, Миколай Бернацький, Владислав Філяр, Ян Гелла, Адольф Старкман, Ліберат Зайончковський та графіки Кароль Баранецький, Мая Березовська, Здзислав Черманський, Казимеж Грус, Марцелій Гарасимович, Фридерик Кляйнман, Каміль Мацкевич, Єжи Швайцер і Антоній Василевський. 

## Зовнішні посилання
- Zdigitalizowane wydania czasopisma „Szczutek” z lat 1918-1922 udostępnione w Śląskiej Bibliotece Cyfrowej [Архівовано 11 січня 2019 у Wayback Machine.]
- Zdigitalizowane wydania czasopisma „Szczutek” z lat 1918-1921 udostępnione w Bibliotece Cyfrowej KUL [Архівовано 11 січня 2019 у Wayback Machine.]